# Zweite Nordische Konvention zur bewaffneten Neutralität
Die Zweite Nordische Konvention zur bewaffneten Neutralität war eine vertragliche Vereinbarung abgeschlossen am 16. Dezember 1800 in St. Petersburg zunächst zwischen Russland und Schweden, der Dänemark und Preußen unverzüglich beitraten: Dänemark noch am 16. Dezember 1800, Preußen am 19. Dezember 1800. Zielsetzung der Vereinbarung war der Schutz des Seehandels neutraler Staaten gegen die Übergriffe kriegführender Mächte zur See. Hierzu wurde zunächst ein striktes Verbot festgelegt, auf neutralen Schiffen Kriegsmaterial mitzuführen, sogenannte Konterbande, weiter aber auch ein gegenseitiges Schutzbündnis der beteiligten Staaten festgeschrieben, den Handel zu See betreffend. Die Konvention wurde von den beteiligten Staaten über den Wortlaut hinaus sehr weit ausgelegt und von der zu dieser Zeit dominierenden Seemacht Großbritannien als Aggression verstanden. In der Folge kam es zu teils heftigen kriegerischen Aktionen, insbesondere zur ersten Seeschlacht von Kopenhagen am 2. April 1801.

## Vorgeschichte
Großbritannien befand sich seit dem Februar 1793 im Kriegszustand mit Frankreich und nutzte seine militärische Macht zur See dazu, den Seehandel mit Frankreich zu überwachen und die Lieferung kriegswichtiger Güter auf neutralen Schiffen zu unterbinden. Dies galt auch für Gebiete, die von Frankreich besetzt oder beherrscht wurden, insbesondere die Batavische Republik. Es kam häufig zu Durchsuchungen von Seehandelsschiffen neutraler Staaten auf hoher See durch Schiffe der britischen Kriegsmarine. Betroffen waren wenigstens Schiffe Schwedens und Dänemarks, später auch Russlands, als dieses im Oktober 1799 einseitig die Allianz des Zweiter Koalitionskriegs verließ und sich selbst als neutral betrachtete.
Die Überwachungsaktivitäten Großbritanniens zur See und Londoner Gerichtsurteile gegen aufgebrachte Seefahrer wurden in den genannten Staaten als aggressiv, überzogen und unzulässig hart empfunden. Schweden beschloss daher im April 1798 Schiffe mit einer Destination im Mittelmeer zu Konvois zusammenzufassen und von Kriegsschiffen eskortieren zu lassen. Dänemark folgte bald mit der gleichen Maßnahme. Nachdem die Briten zunächst einige Konvois durch den Ärmelkanal hatten passieren lassen, brachten sie dort am 4. Juli 1798 eine schwedische Fregatte  auf und zwangen sie mit allen Handelsschiffen ihres Konvois nach Margate zu segeln und durchsuchten dort alle schwedischen Schiffe. Wenig später erging es einem zweiten schwedischen Konvoi ebenso.
Es kam im Dezember 1799 vor Gibraltar zu einem Zwischenfall zwischen englischen Fregatten und einem dänischen Kriegsschiff, das einen zivilen Konvoi begleitete und eine Durchsuchung der Schiffe zu verhindern versuchte und sogar das Feuer auf die britischen Schiffe eröffnete, aber bald den britischen Drohungen nachgab und mit dem ganzen Konvoi zur Durchsuchung in Gibraltar einlief.
Auf Vorhaltungen der dänischen Regierung entgegnete der britische Gesandte in Kopenhagen: „Das Recht, Handelsschiffe in allen Meeren zu untersuchen ... betrachtet die britische Regierung als unbestreitbares Recht jeder kriegführenden Nation.“
Am 25. Juli 1800 verweigerte eine dänische Fregatte englischen Kriegsschiffen im Ärmelkanal die Durchsuchung des von ihr angeführten Konvois und drohte damit, das Feuer zu eröffnen. Daraufhin legte sich eines der englischen Kriegsschiffe längsseits, feuerte eine ganze Breitseite in das dänische Schiff und schleppte es – nach kurzer Gegenwehr – mit 30 Kugeln im Rumpf in die Downs. Der gesamte Konvoi wurde gezwungen zu folgen, in den Schiffen wurde aber keine Konterbande gefunden.
Die Britische Regierung sandte zur Abwendung dänischer Reaktionen im August 1800 Lord Witworth in die dänische Hauptstadt und zu seiner Unterstützung eine Flotte von neun Linienschiffen, fünf Fregatten und vier Kanonenbooten auf die Reede vor Kopenhagen. Die überraschten Dänen sahen sich außerstande mit militärischen Mitteln zu antworten und akzeptierten am 29. August 1800 eine Vereinbarung, die ihnen verbot, außerhalb des Mittelmeeres bewaffnete Konvois zu fahren andererseits den Briten bis auf weiteres erlaubte dänische Schiffe zu durchsuchen. Im Gegenzug erbot sich die britische Regierung das beschädigte dänische Kriegsschiff wieder herzustellen und herauszugeben.

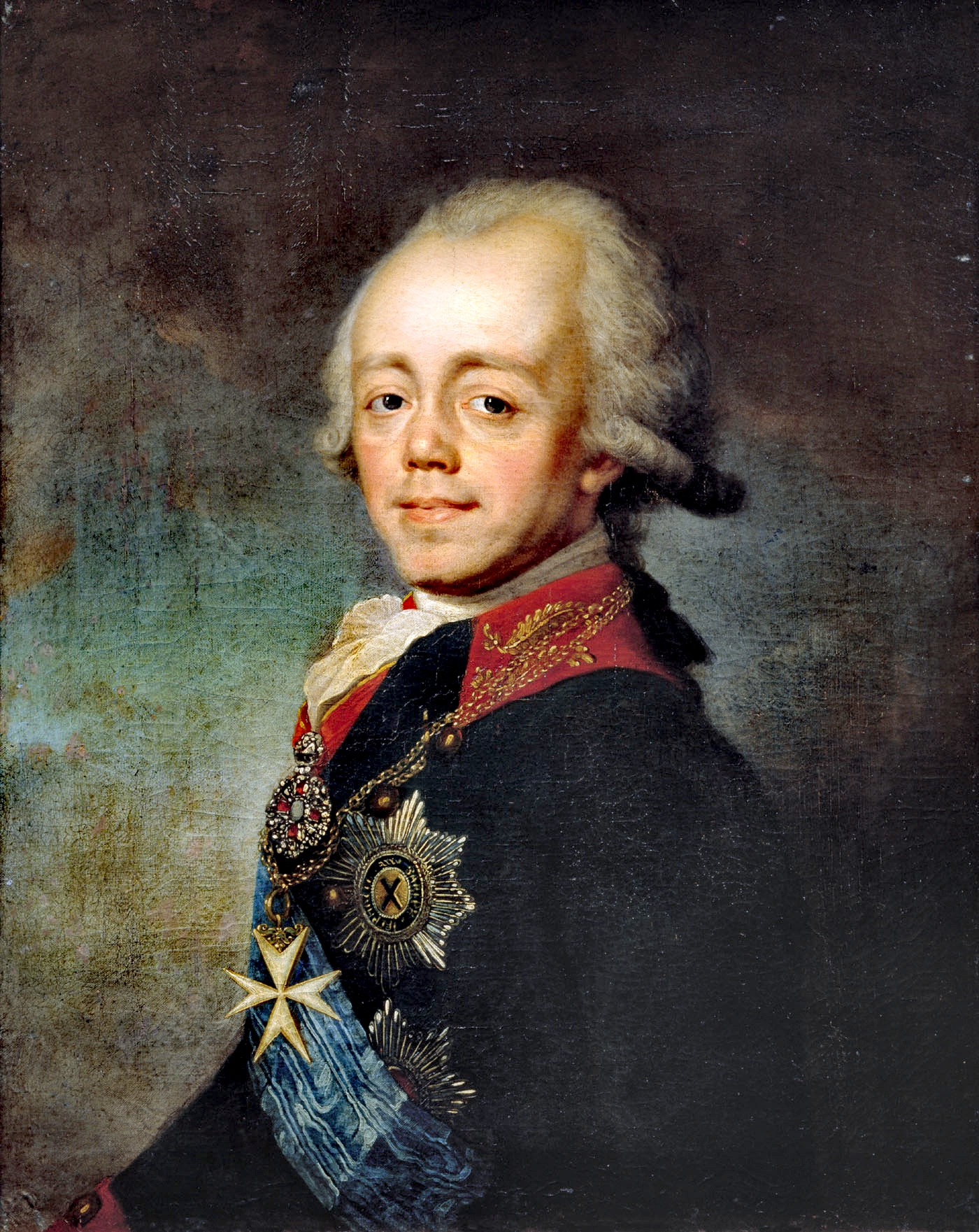
Zar Paul I., Ölgemälde des russischen Malers Stepan Schtschukin

Der russische Zar Paul I. (Russland) reagierte heftig, als er von dem Vorfall und dem nachfolgenden Eindringen eines britischen Geschwaders in die Ostsee erfuhr: Unter dem Vorwand, der russische Seehandel in der Ostsee sei bedroht, belegte er am 23. August 1800 jedes englische Eigentum in Russland mit einem Arrest, der aber nach der Einigung zwischen Dänemark und England am 29. August 1800 wieder aufgehoben wurde.
Am 4. September 1800 brachten britische Fregatten vor Barcelona eine schwedische Brigg auf und nutzten deren neutrale Flagge, um in den Hafen von Barcelona einzudringen und zwei neue Fregatten zu entführen, die für die holländische Marine bestimmt waren. Trotz diplomatischer Irritationen gaben die Engländer die Schiffe nie zurück.
Am 5. September 1800 besetzten die Briten Malta, was den russischen Zaren als Großmeister des Malteserordens außerordentlich verärgerte. Ab September 1800 ließ Zar Paul I. Truppen zusammenziehen in Litauen, Wolhynien und an der türkischen Grenze.
Am 4. Oktober 1800 brachte ein britischer Kreuzer in der Nordsee ein preußisches Schiff auf Fahrt nach Texel auf, das mit Schiffsbauholz beladen war, und verbrachte es in den Schutzhafen des hamburgischen Amtes Ritzebüttel. Aus verlegener Hilfslosigkeit kaufte der Hamburger Senat das Schiff unter preußischem Druck zurück und übergab es seinem rechtmäßigen Eigner. Preußen benutzte diesen Vorfall aber als Vorwand, um am 23. November 1800 das Amt Ritzebüttel mit 2.000 Mann militärisch zu besetzen, angeblich, um zu verhindern, "dass ferner an der Elbmündung ähnliche Handlungen begangen würden".
Am 5. November 1800 verfügte Zar Paul I., dass alle englische Handelsschiffe in russischen Häfen, etwa 300 an der Zahl, und die geladene Ware mit Arrest zu belegen sei. Die Mannschaften wurden als Gefangene in Gruppen zu 12 Mann weit in das Landesinnere verbracht. Damit war es unmöglich gemacht, dass die arrestierten Schiffe kurzfristig wieder in See stechen könnten. Als bekannt wurde, dass es einigen englischen Handelsschiffen gelungen war aus dem Flusshafen von Narva dem Arrest zu entfliehen, ordnete Paul I. an, alle in Narva verbliebenen englischen Schiffe zu verbrennen.
Im Winter 1800 auf 1801 froren die arrestierten britischen Schiffe in den russischen Häfen ein und konnten monatelang nicht befreit werden.
Am 17. November 1800 befahl Paul I. alle Güter, die sich noch auf den arrestierten britischen Schiffen befanden, zu veräußern, und den Erlös der Veräußerungen an diejenigen russischen Bürger auszuzahlen, die gegen England, einen seiner Bürger oder eine englische Körperschaften offene Forderungen hätten.

## Verhandlungen und Abschluss in St. Petersburg

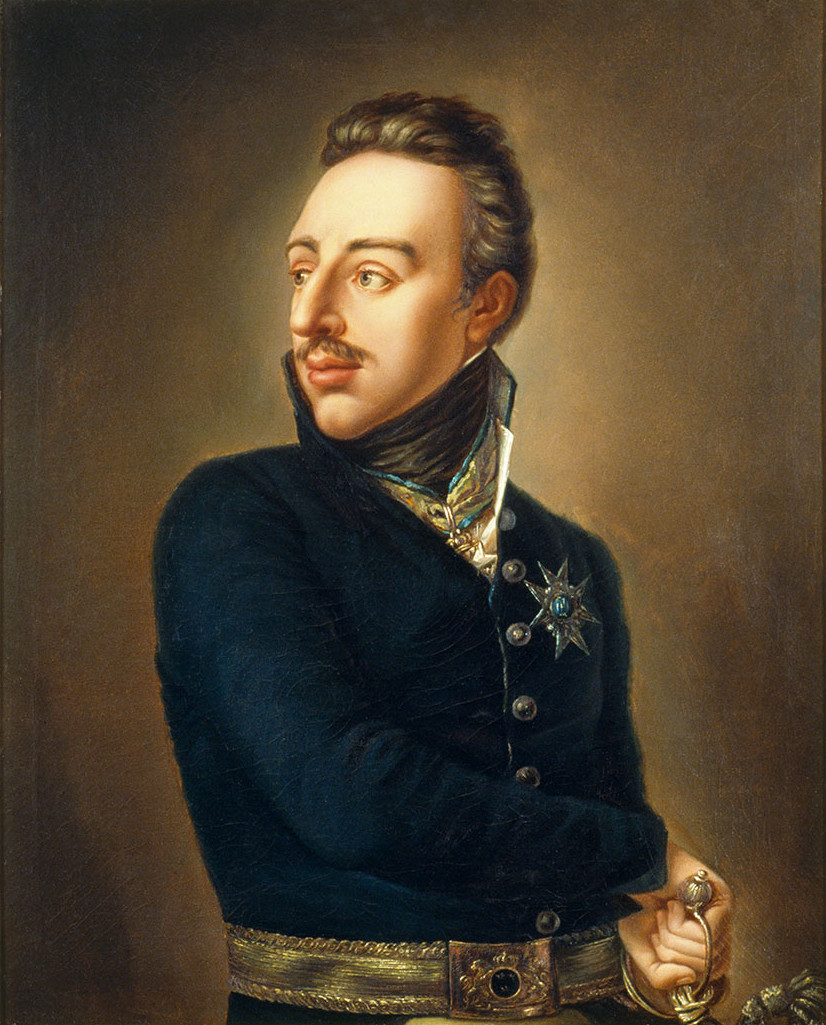
Per Krafft d. J.: Gustav IV. Adolf, 1809

Bereits im August 1800 hatte Zar Paul I. nach Vorgesprächen, die schon im Mai 1800 begannen, eine Einladung an die Höfe Schwedens, Dänemarks und Preußens versandt, um die Nordischen Konvention bewaffneter Neutralität wiederzubeleben, die seine Mutter Katharina II. im Jahre 1780 erstmals begründet hatte. Am 11. Dezember 1800 reiste nun der schwedische König Gustav IV. Adolf (Schweden) von Stockholm ab, um sich über Kopenhagen nach St. Petersburg zu begeben. Es genügte ein Tag der Verhandlungen der Bevollmächtigte Russlands und Schwedens und schon am 16. Dezember 1800 konnte der Vertragstext der zweiten Nordischen Konvention der bewaffneten Neutralität paraphiert werden. Am gleichen Tage trat Dänemark bei, Preußen am 19. Dezember 1800. Der schwedische König und der russische Zar ratifizierten den Vertrag am 20. Dezember 1800 in St. Petersburg.
Siehe auch: Zweite Nordische Konvention zur bewaffneten Neutralität (vollständiger Text)

## Folgen
Nach Abschluss des Vertrags zur zweiten Nordischen Konvention zur bewaffneten Neutralität belegte England am 14. Januar 1801 alle russischen, dänischen und schwedischen Schiffe in englischen Häfen mit einem unbefristeten Arrest.
Auf der anderen Seite erfolgten bi- und multilaterale Konsultationen zwischen den Beteiligten der Konvention mit dem ersten Ergebnis:
- Dänemark und Schweden sollen den Öresund überwachen und gegebenenfalls für britische Kriegsschiffe sperren,

- Dänemark und Preußen sollen die Küsten der Nordsee und die dort gelegenen Flussmündungen vor der Intervention britischer Kriegsschiffe schützen.

Zunächst blieb unklar, wie mit den Hansestädten zu verfahren sei, bis Zar Paul I. sich gegen eine Besetzung Hamburgs durch Preußen aussprach.
Am 4. März 1801 belegte Schweden alle englischen Handelsschiffe in schwedischen Häfen mit einem Arrest.

### Besetzung Hamburgs und Lübecks durch dänisches Militär
Ende März 1801 wurden dänische Truppen unter dem General Prinz Karl von Hessen im Raum Itzehoe bis Pinneberg zusammengezogen, 12.000 bis 14.000 Mann. Am Nachmittag des 28. März 1801 erhielt der Hamburger Senat eine Mitteilung des Prinzen Karl, seine Truppen würden am nächsten Tag die Befestigungsanlagen der Stadt Hamburg übernehmen und besetzen. Ergänzt war die Mitteilung um die Aufforderung am nächsten Morgen die Stadttore zu öffnen, da sonst Gewalt angewandt werden würde. Eine Abordnung des Hamburger Senats begab sich am gleichen Tag ohne Verzug zu Prinz Karl nach Pinneberg, der den Gesandten, ohne in Verhandlungen einzutreten, ein schriftliches Manifest übergab, in dem umständlich dargelegt wurde, dass der dänische König die Okkupation Hamburgs als unerlässlich ansähe, um die Schifffahrt der neutralen Staaten zu schützen. In Hamburg versammelte sich noch in der folgenden Nacht die Bürgerschaft und beschloss gegen Morgen nach heftiger Debatte, keine Gegenwehr zu leisten, was auch nicht möglich gewesen wäre, da Hamburg keine eigenen Streitkräfte besaß.
 Am nächsten Morgen, Palmsonntag, dem 29. März 1801, standen bereits um 5 Uhr morgens die ersten dänischen Truppen vor dem Hamburger Millerntor, darunter Prinz Karl persönlich. Zur gleichen Zeit traf eine Flotte dänischer Kanonenboote vor dem Hamburger Hafen ein, um den Forderungen des Prinzen Karl mehr Gewicht zu geben. Sehr rasch wurden die Stadttore geöffnet, die dänischen Truppen zogen in die Stadt ein, besetzten die Wallanlagen und ihre Bastionen, die Sternschanze und den Billwerder. Es wurden keine dänischen Truppen in Hamburg einquartiert, sie behielten ihre Quartiere im dänischen Umland, allerdings musste Hamburg täglich 1100 Taler für ihre Versorgung zahlen.
 Obgleich die Dänen vorgaben, den freien Handel zu schützen, zögerten sie nicht, alle Seezeichen der Elbe östlich von Glückstadt zu beseitigen, um die Zufahrt zum Hamburger Hafen zu erschweren und ihren eigenen Hafen in Glückstadt zu begünstigen.
 Am 1. April 1801 erhoben die Dänen die Forderung, jedes englische Eigentum in der Stadt Hamburg zu melden, damit es unter Arrest gestellt werden könne; Die Handelsschifffahrt zu englischen Häfen wurde verboten.
Die Hansestadt Lübeck wurde am Morgen des 5. April 1801 durch ein kleineres dänisches Kontingent von 3000 Mann unter Befehl von Friedrich von Hessen-Kassel besetzt.

### Okkupation Kurhannovers durch Preußen
Am 30. März 1801 erschien der preußische General und ehemalige Außenminister Friedrich Wilhelm von der Schulenburg-Kehnert in Hannover und legte den hohen kurfürstlichen Verwaltungsbeamten eine Deklaration vor, in der es hieß, "da England unerhörte Bedrückung gegen den neutralen Handel verübt", sei es zwingend geboten "die Mündungen der Elbe, Weser und Ems dem englischen Handel und der englischen Schifffahrt (zu) verschließen" und auch "sämtliche deutschen Staaten des Königs von England vorläufig in Besitz zu nehmen". Weiter erhob der preußische Gesandte die Forderung nach weitgehender Demobilisierung der hannoverschen Streitkräfte, deren verbleibende Reste sich in den Raum von Hannover, Gifhorn, Uelzen und Lüneburg zurückzuziehen hätten. Alle hannoverschen Offiziere sollten einen schriftlichen Eid ablegen, nicht gegen Preußen die Waffen zu erheben, sondern preußischen Verfügungen pünktlich Folge zu leisten. Die Kurfürstliche Verwaltung unterwarf sich am 3. April 1801 schriftlich den preußischen Forderungen, insbesondere auch der Oberbefehlshaber der kurhannoverschen Streitkräfte General Johann Ludwig von Wallmoden-Gimborn.
So kam es, dass ab dem 4. April 1801 24.000 Mann preußischer Truppen in Kurhannover einmarschierten und es besetzten. Das preußische Hauptquartier kam nach Stade. Die Festung Hameln wurde ebenfalls besetzt.
Am 12. April erreichten die Preußen Bremen, besetzten dort die Wälle und die Bremer Neustadt.

### Eindringen der britischen Flotte in den Öresund und die Ostsee

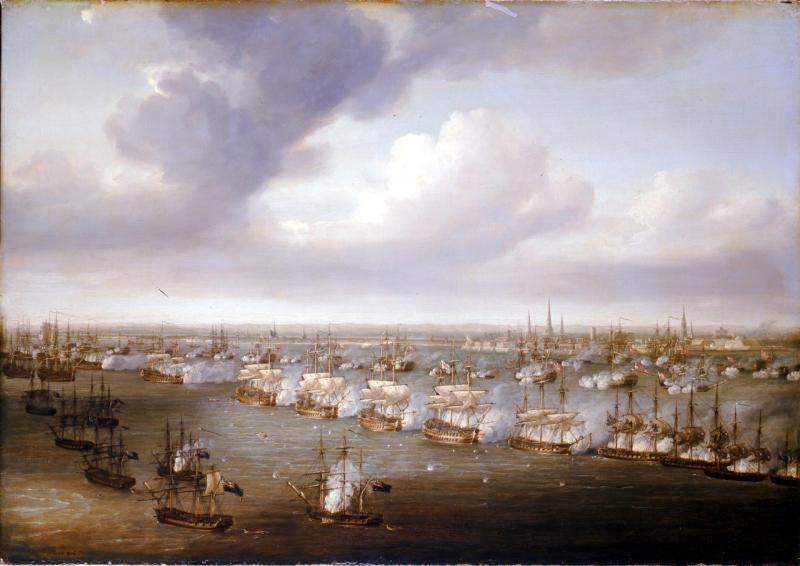
Seeschlacht von Kopenhagen, Gemälde von Nicholas Pocock

Der britische Seehandel mit den Ostseehäfen der Anrainerstaaten Dänemark, Schweden und Russland war dem Werte nach nicht sehr bedeutend, nach Art der Waren aber bedeutend für den britischen Schiffbau: Neben Pech und Teer lieferte allein Russland jährlich fast tausend Schiffsmasten mit einem Durchmesser über 21 Inches. Nicht nur aus diesem Grunde war die britische Reaktion auf die Entwicklung in den genannten Staaten schnell und heftig: Am 12. März 1801 lief eine britische Flotte unter Admiral Hyde Parker aus mit 20 Linienschiffen und vielen kleineren Fahrzeugen, um die Konfrontation mit der dänischen und schwedischen Kriegsmarine zu suchen, ehe die russischen Häfen eisfrei waren und auch Russland als Gegner in der Ostsee aktiv werden konnte. Zu dieser Zeit verfügten wohl Russland über 31, Schweden über 11 und Dänemark über 10 einsatzfähige Linienschiffe in der Ostsee. Admiral Parkers Auftrag lautete, zunächst Dänemark aus der zweiten Nordischen Konvention herausbrechen, "entweder mit Diplomatie oder mit militärischer Gewalt", und dann weiter nach Osten zu segeln und sofort die russische Kriegsflotte anzugreifen.
Dänemark und Schweden rüsteten bereits ab Januar 1801 zur Verteidigung ihrer Küsten auf: Schwedische Truppen wurden bei Göteborg und in der Provinz Schonen zusammengezogen, insgesamt 20.000 Mann. Der schwedische König bereiste die Südküste seines Landes und traf sich am 5. März 1801 mit dem dänischen Kronprinz. Dänemark rief alle Männer unter 45 Jahren auf, sich der Landwehr anzuschließen und bemannte die befestigten Punkte an der Küste. Das dänische Königshaus war überzeugt, Schweden würde Dänemark bei der Verteidigung des Öresunds unterstützen.
Am 23. März 1801 stieß von Kopenhagen kommend im Kattegat der britische Sonderbotschafter Nicholas Vansittart, 1. Baron Bexley und der britische Geschäftsträger in Dänemark zur britischen Flotte unter Admiral Hyde Parker. Sie mussten mitteilen, dass alle Verhandlungen mit dem dänischen Thron gescheitert waren. Am 24. März erreichte die britische Flotte die Einfahrt zum Öresund zwischen der dänischen Festung Kronborg und dem schwedischen Kriegshafen Helsingborg, in dem sich zu dieser Zeit der schwedische König aufhielt. Als erste Reaktion auf das Erscheinen der britischen Flotte belegte die dänische Regierung am 29. März 1801 alle englischen Schiffe und Güter in dänischen Häfen mit Arrest. Als dann die britische Flotte am 30. März 1801 um 7:00 Uhr morgens bei Nord-Nord-West-Wind zur Durchfahrt in den Öresund aufbrach, wurde sie von der dänischen Seite aus etwa 100 Geschützen heftig und erfolglos beschossen, während von der schwedischen Seite keine Reaktion erfolgte. Die britische Flotte erwiderte den Beschuss von ihren kleineren Booten aus, ohne nennenswerten Schaden anzurichten, während sich ihre großen Linienschiffe, vom Wind begünstigt, auf der schwedischen Seite des Öresundes bewegten. Noch am selben Tage erreichten die britischen Schiffe gegen Mittag Kopenhagen, wo sie für 2 Tage wegen ungünstigen Windes ruhig lagen, bevor sie am 2. April 1801 in ihre Positionen segelten, um die Seeschlacht von Kopenhagen zu eröffnen.
Nach der weitgehenden Vernichtung der dänischen Kriegsflotte in der Seeschlacht willigten die Dänen am 9. April 1801 ein in einen 14-wöchigen Waffenstillstand und in die Verpflichtung, ihr Mitwirken in der zweiten Nordischen Konvention ruhen zu lassen. Es wird vermutet, dass die Dänen zu diesem Zeitpunkt bereits Kenntnis vom Tode des Zaren Paul I. hatten, dies aber den Briten verschwiegen. Der Waffenstillstand ermöglichte es der britischen Flotte, die durch die Verluste in der Schlacht etwa auf die Hälfte ihrer Schiffe reduziert war, weiter nach Osten zu segeln. Am 19. April 1801 erreichte sie das schwedische Karlskrona, wo Admiral Hyde Parker zurecht die Hauptmacht der Schwedischen Kriegsflotte vermutete. Der schwedische König hatte sich in der Zwischenzeit persönlich nach Karlskrona begeben und genehmigte am 22. April 1801 eine Vereinbarung mit den Briten, die faktisch das Ausscheiden Schwedens aus der zweiten Nordischen Konvention zur bewaffneten Neutralität bedeutete.
Am 23. April erhielt Admiral Hyde Parker vor Karlskrona durch ein Botenschiff mit Depeschen des russischen Botschafters in Kopenhagen Nachricht vom Tode des Zaren Paul I. und der Bitte seines Nachfolgers Alexander I., die Kriegshandlungen bis auf weiteres einzustellen. Hyde Parker führte die Flotte daraufhin zurück in die Bucht von Køge südlich von Kopenhagen. Dort wurde die Flotte um 18 Schiffe erweitert, um die vor Kopenhagen erlittenen Verluste auszugleichen. Am 5. Mai 1801 wurde Hyde Parker abberufen und Admiral Horatio Nelson als sein Nachfolger eingesetzt. Nelson führte die Flotte ab dem 7. Mai 1801 wieder nach Osten, ließ einen kleineren Teil seiner Flotte vor Karlskrona zurück, teilte den Schweden mit, dass jedes ihrer Linienschiffe, das den Hafen verließe, auf hoher See sofort angegriffen werden würde, und erreichte am 14. Mai 1801 Tallinn, wo er aber die russische Kriegsflotte nicht mehr antraf, da sich diese nach dem 3. Mai 1801 in unangreifbare Positionen bei Kronstadt zurückgezogen hatte.
Am 6. Juni 1801 war die britische Flotte wieder zurück in der Bucht von Køge. Von dort wurde Nelson auf Heimaturlaub entlassen. Admiral Charles Pole übernahm am 17. Juni 1801 das Kommando und führte die Flotte im August 1801 wieder zurück nach England, wo sie am 20. August 1801 im Spithead eintraf.
Abgestimmt mit ihrer militärischen Aktion in der Ostsee besetzten die Briten von Ende März 1801 bis zum April 1802 Dänisch-Westindien, und vom 19. März 1801 bis zum 10. Juli 1802 Schwedisch-Westindien.

## Auflösung
Im Wesentlichen waren es zwei Ereignisse, die zur raschen Auflösung der zweiten Nordischen Konvention zur bewaffneten Neutralität führten:
- zum ersten das rigorose Vorgehen, der britischen Kriegsmarine in der Ostsee,
- zum zweiten der plötzliche Tod des Zaren Paul I. in der Nacht vom 23. auf den 24. März 1801 und die sofortige Richtungsänderung der russischen Außenpolitik durch seinen Nachfolger Alexander II.

Unmittelbar nach seiner Thronbesteigung am 26. März 1801 hatte Zar Alexander den britischen Matrosen, die Gefangenschaft geführt worden waren, die Freiheit zurückgegeben und forderte Dänemark und Preußen dazu auf, die von ihnen besetzten Gebiete wieder zu räumen. Am 18. Mai 1801 hob Zar Alexander den Arrest auf alle englischen Schiffe in russischen Häfen auf, nachdem Alleyne FitzHerbert, 1st Baron St Helens als englische Gesandter für Friedensgespräche in St. Petersburg eingetroffen war. Am 4. Juni 1801 hoben im Gegenzug die Briten den Arrest auf alle russischen und dänischen Schiffe und Güter in englischen Häfen auf.
Am 19. Mai 1801 hob Schweden das Verbot jeden Handels mit England auf und am 16. Juni 1801 beendete England den Arrest auf schwedische Schiffe in englischen Häfen. Am 17. Juni 1801 hob Dänemark, am 6. Juli 1801 Schweden den Arrest auf englische Schiffe in ihren Häfen auf.
Am 17. Juni 1801 kam es zu einer neuen Vereinbarung zwischen England und Russland, die die zweite Nordische Konvention zur bewaffneten Neutralität beendete und den britischen Anspruch auf Kontrolle des Seehandel weitgehend anerkannte.
Auf Vermittlung Englands hin wurde Hamburg am 23. Mai 1801 von den Dänen geräumt und die Schifffahrt auf der Elbe wieder ohne Einschränkungen freigegeben. Am 4. Juli 1801 wurde der Handel auf der Weser wieder erlaubt. Kurhannover und Bremen wurde von den Preußen in der Zeit vom 25. Oktober 1801 bis zum 1. Dezember 1801 geräumt.

## Ergänzungen und Hinweise
1. ↑  der Name der Fregatte war Troja
2. ↑  vgl. Lefebvre, S. 115
3. ↑  die begleitende Fregatte war "Hulla Fersen" unter Kapitän Cederström, der aufgrund dieses Vorfalls von einem schwedischen Kriegsgericht wegen Feigheit zum Tode verurteilt wurde
4. ↑  die Fregatte Havfruen unter Kapitän van Dockum
5. ↑  vgl. Elsner, S. 260
6. ↑  Saalfeld: Allgemeine Geschichte. Band 2,2, 1819, S. 290.
7. ↑  Alison: History of Europe. Band 2, 1842, S. 143.
8. ↑  vgl. Elsner S. 259, der Name des Gesandten war Anthony Merry (2. August 1756 – 14. Juni 1835), das Datum war der 10. April 1800
9. ↑  Name der Fregatte: Freya unter Kapitän Krapp
10. ↑  HMS Nemesis
11. ↑  vgl. Elsner, S. 260
12. ↑  Alison: History of Europe. Band 2, 1842, S. 143.
13. ↑  Alison Loc. cit.
14. ↑  das dänische Kriegsschiff wurde am 9. September 1800 wieder freigegeben (siehe Saalfeld, Band 2,2, S. 293)
15. ↑  Saalfeld: Allgemeine Geschichte. Band 2.2, 1819, S. 293.
16. ↑  die Namen der beiden Fregatten werden mit "Minotaurus" und "Niger" angegeben
17. ↑  Saalfeld, Band 2,2, S. 295 sagt, es seien Handelsfregatten gewesen, andere sagen, es seien Corvetten gewesen
18. ↑  genauer für die Marine der Republik Batavia
19. ↑  Saalfeld: Allgemeine Geschichte. Band 2,2, 1819, S. 295.
20. ↑  siehe Saalfeld, Alison loc. cit.
21. ↑  heute Cuxhaven
22. ↑  Alison: History of Europe. Band 2, Chap XXXIII, 1842, S. 145.
23. ↑  Saalfeld: Allgemeine Geschichte. Band 2,2, 1819, S. 296.
24. ↑  siehe Saalfeld, Alison loc. cit., nur Alison sagt, es sei der 7. November 1800 gewesen
25. ↑  Alison: History of Europe. Band 2, 1842, S. 144.
26. ↑  Alison: History of Europe. Band 2, 1842, S. 145.
27. ↑  Saalfeld: Allgemeine Geschichte. Band 2,2, 1819, S. 298.
28. ↑  Politisches Journal. Band 1, 1801, S. 374.
29. ↑  ab 1814 Feldmarschall
30. ↑  Reinhold, Bärmann: Hamburgische Chronik. Band 2, 1820, S. 454.
31. ↑  Christern: Geschichte der freien Stadt Hamburg. Hamburgische Geschichte des 19. Jahrhunderts, 1843, S. 14.
32. ↑  Gallois: Geschichte der Stadt Hamburg. S. 625.
33. ↑  dem Sohn von Prinz Karl
34. ↑  Politisches Journal. 1ter Band des Jahrgangs, 1801, S. 380.
35. ↑  Saalfeld: Allgemeine Geschichte. Band 2,2, 1819, S. 300.
36. ↑  Saalfeld: Allgemeine Geschichte. Band 2,2, 1819, S. 300.
37. ↑  der englische König war in Personalunion Kurfürst zu Hannover, genauer Kurfürst des Kurfürstentums Braunschweig-Lüneburg
38. ↑  Politisches Journal. Band 1, 1801, S. 381.
39. ↑  Saalfeld: Allgemeine Geschichte. Band 2,2, 1819, S. 298 ff.
40. ↑  James, William: The Naval History of Great Britain. Band 3, 1837, S. 65 ff.
41. ↑  Politisches Journal. Band 1, 1801, S. 359 ff.
42. ↑  Politisches Journal. Band 1, 1801, S. 417 ff.
43. ↑  ca. 53 cm
44. ↑  Augenzeugen berichteten von bis zu 54 Schiffen insgesamt
45. ↑  James: The Naval History. Band 3, 1837, S. 65.
46. ↑  Großbritannien verfügte zur gleichen Zeit über mehr al 200 Linienschiffe, allerdings über alle Weltmeere verteilt, vgl. Alison loc. cit.
47. ↑  Kommandant war in diesen Tagen Oberst Ezechias Hinrich Stricker, geb. 8. August 1734 in Rendsburg, gest. 27. März 1814 in Fredensborg, der für sein Verhalten zu Generalmajor befördert wurde
48. ↑  es war der Gründonnerstag des Jahres 1801
49. ↑  früher Reval
50. ↑  James: The Naval History. Band 3, 1837, S. 82 ff.
51. ↑  Saalfeld: Allgemeine Geschichte. Band 2.2, 1819.
52. ↑  Alison: History of Europe. Band 2, 1842.
53. ↑  Politisches Journal. Band 2, 1801, S. 890.